# يحيى السنحاني
يحيى السنحاني (1 يناير 1951 - 13 مايو 2017) كاتب وممثل يمني، يعتبر من عمالقة المسرح اليمني ومؤسسيه، مثل في العديد من الأعمال الإذاعية والتلفزيونية والمسرحية، كما كتب وأخرج العديد من الأعمال وأعد وقدم عددا من البرامج التلفزيونية والإذاعية.

## السيرة الذاتية
ولد في صنعاء عام 1950، بدأ بممارسته لهوايته في التمثيل منذ أيام دراسته في المرحلة الابتدائية والإعدادية ومن ثم المعهد الزراعي، عمل في الفترة اللاحقة لثورة سبتمبر 1962 في مصنع الغزل والنسيج بصنعاء وقدم في العام 1969 في احتفالية بمناسبة عيد العمال عملا مسرحيا مع فرقة المصنع التي تعتبر أولى الفرق المسرحية في شمال اليمن حينها، تواصلت أعماله المسرحية بعدها مثل مسرحية الشعب والبرلمان التي عُرضت في بداية سبعينيات القرن الماضي، وبرزت فيها قدرته على الجمع بين الكوميديا الساخرة والتعبير عن الأحداث المرتبطة بالهموم العامة، وهو ما أدى إلى ترشيحه لبطولة مسرحية ليلة العيد التي عُرضت عام 1970.
التحق بعدها بوزارة الإعلام والثقافة، ضمن طاقم الإذاعة ليصبح بذلك أول ممثل يمني التحق بوظيفة رسمية في الجهاز الإعلامي الحكومي في صنعاء. اختيرت بعدها مسرحيته حكاية شعب ليشارك بها في المهرجان الأول للشباب العربي في الجزائر.
بعد تكوين فرقة المسرح الوطني في صنعاء والتحاقه بها قدم العديد من الأعمال المسرحية مثل الخبز والعلم، الجزاء، إبليس وصورته، مدرسة المغفلين وهي المسرحية التي حضرها رئيس الوزراء اليمني آنذاك محسن العيني، الذي اعترف بالفرقة رسمياً، واعتبر ذلك بداية جادة لتأسيس مسرح تدعمه الدولة في اليمن الشمالي.
شارك في تأسيس التلفزيون اليمني في صنعاء وقدم من خلاله أول الأعمال التلفزيونية للتلفزيون في العام 1975م وهو مسلسل من قارب الكير يحرق وبُث المسلسل آنذاك على الهواء مباشرة. بعدها شكل فرقة فنية خاصة بالتمثيل وقدم من خلالها مسلسل الوجه المستعار عام 1978، لتتوالى بعدها أعماله التلفزيونية وكون حينها ثنائيا مع الكاتب عبد الله الحيفي في الدراما التلفزيونية كمسلسلات أو مشاهد توعية أو برامج تلفزيونية حتى تم تعيينه ملحقا ثقافيا لليمن في دمشق.
بعد عودته من دمشق إلى صنعاء في التسعينيات عاد إلى تجربته الفنية ككاتب وممثل وإن غلبت مشاركاته في كتابة الدراما مشاركاته التمثيلية، وكون ثنائيا مع المخرج عبد الرحمن دلاق خلال هذه المرحلة حتى باغته المرض، بداية ظهور المرض المزمن لديه كانت في عام 2010، لتبدأ رحلة معاناته المريرة مع المرض، في ظل جحود حكومي له.
زار في حياته العديد من الدول العربية والأجنبية في مشاركات متعددة.

## أهم أعماله

### مسلسلات
- من قارب الكير يحرق 1975
- الوجه المستعار 1976
- سلسلة ديوان أبو محمد
- المتفرج لبيب
- كلام دغري
- حكاية صابر ( كتابة فقط)
- رماد الشوك ( كتابة فقط)
- قد كان ما كان كان ( كتابة فقط)
- شاهد عيان
- يستاهل البرد
- كل يوم حكاية
- خليك معي
- أوراق مسافر

### برامج تلفزيونية
- كلمة وبس
- كلمة وعشر سوا
- حجر ولا جليس

### مسرحيات
- الخبز والعلم
- الجزاء
- ابليس وصورته
- مدرسة المغفلين
- الشعب والبرلمان
- حكاية شعب
- الضمير في إجازة
- انتهى اللعب يا ذكي
- شيء لابد منه
- ليلة العيد

كما وشارك في العديد من الأعمال الإذاعية.

## وفاته
توفي يحيى السنحاني في يوم الأحد 5 مارس 2017 بعد معاناة مع المرض لمدة سبع سنوات. دفن في مقبرة خزيمة في صنعاء.